# 阿久井真
阿久井 真（あくい まこと）は、日本の漫画家。女性。

## 来歴
第66回新人コミック大賞の少年部門にて、「RUSH」で佳作を受賞する。2013年、『裏サンデー』（小学館）にて、「猛禽ちゃん」で連載デビュー。「心が叫びたがってるんだ。」のコミカライズを『裏サンデー』で2015年から2016年にかけて連載。2017年より『マンガワン』・『裏サンデー』で『青のオーケストラ』を連載中。2023年、同作が第68回小学館漫画賞少年向け部門を受賞。

## 作品リスト
- 『猛禽ちゃん』小学館〈裏少年サンデーコミックス〉全6巻（『裏サンデー』2013年10月2日 - 2015年4月15日）
- 『心が叫びたがってるんだ。』小学館〈裏少年サンデーコミックス〉全4巻（原作：超平和バスターズ、『裏サンデー』2015年7月8日 - 2016年7月12日）
- 『ゼクレアトル〜神マンガ戦記〜』小学館〈裏少年サンデーコミックス〉全4巻（原作：戸塚たくす、『裏サンデー』2012年11月 - 2013年9月）
- 『青のオーケストラ』小学館〈裏少年サンデーコミックス〉既刊12巻（『マンガワン』2017年4月25日 - 連載中、『裏サンデー』2017年5月2日 - 連載中）

## 師匠
- 大高忍